# Katedra Wniebowzięcia Najświętszej Maryi Panny w Rożniawie
Katedra Wniebowzięcia Najświętszej Maryi Panny w Rożniawie – główna świątynia diecezji rożniawskiej na Słowacji. Mieści się przy ulicy Šafárikovej.

## Historia
Jest najstarszym i najcenniejszym zabytkiem kultury w Rożniawie. Stoi na miejscu dawnego kościoła parafialnego z roku 1304. Na przełomie XV i XVI wieku rozpoczęła się gruntowna przebudowa kościoła, którym w wiekach XVI i XVII na przemian władali katolicy i ewangelicy. 

## Wnętrze
W katedrze znajdują się: późnogotyckie pastoforium z 1507 roku, unikatowy obraz z przedstawieniem Świętej Anny Samotrzeć z 1513 roku oraz relikwie męczennika, św. Neita.

## Otoczenie
Obok katedry stoi barokowo-klasycystyczna dzwonnica pochodząca z 1779 roku.